# Anolis grahami

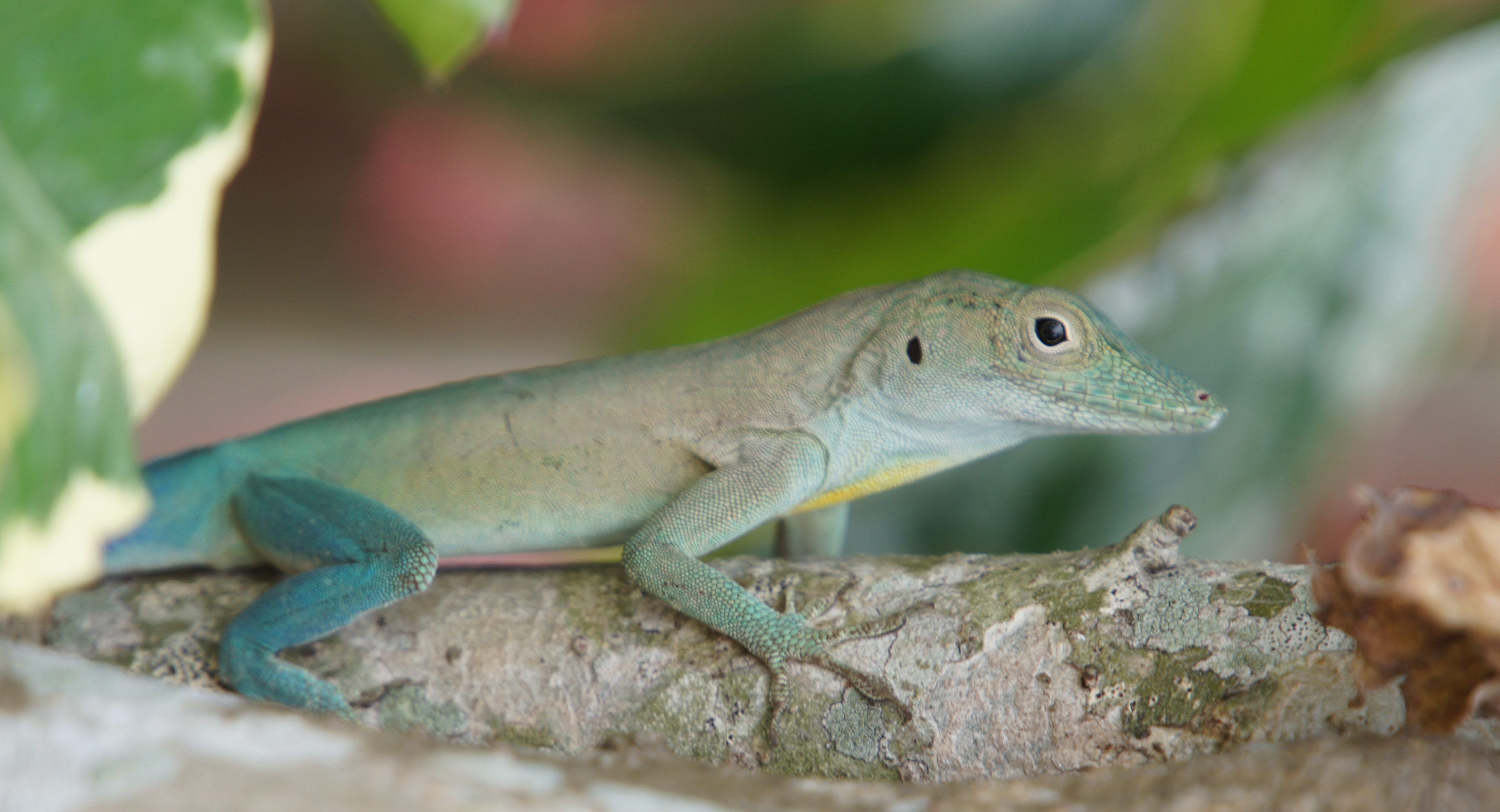
Аноліс Грема

Anolis grahami (аноліс Грема) — вид ігуаноподібних ящірок родини анолісових (Dactyloidae). Ендемік Ямайки. Вид названий на честь американського топографа Джеймса Дункана Грема.

## Опис
Довжина дорослих самців (без врахування хвоста) становить 8 см, а загальна довжина (враховуючи хвіст) — 16 см. Самиці дещо менші за самців. Верхня частина тіла яскраво-смаврагдова або аквамаринова, тулуб і лапи яскраво-сині, горловий мішок яскраво-оранжевий. Верхня половина хвоста темно-синя, нижня яскраво-фіолетова. Нижня частина тіла світло-синьо-сіра. Самиці і молоді самці можуть мати дещо менш яскраве забарвлення, ніж дорослі самці.

## Підвиди
Виділяють два підвиди:
- Anolis grahami grahami Gray, 1845 — західна Ямайка;
- Anolis grahami aquarum Underwood & Williams, 1959 — східна Ямайка.

## Поширення і екологія
Привабливі аноліси є ендеміками острова Ямайка, а також були інтродуковані на Бермудські острови у 1905 році. Вони живуть в лісах, чагарникових заростях, парках і садах, трапляються поблизу людських поселень, на висоті до 1000 м над рівнем моря. Живляться комахами, відкладають яйця.